# Arrondissement Nîmes
Nîmes is een arrondissement van het Franse departement Gard in de regio Occitanie. De onderprefectuur is Nîmes.

## Kantons
Het arrondissement was tot 2014 samengesteld uit de volgende kantons:
- kanton Aigues-Mortes
- kanton Aramon
- kanton Bagnols-sur-Cèze
- kanton Beaucaire
- kanton Lussan
- kanton Marguerittes
- kanton Nîmes-1
- kanton Nîmes-2
- kanton Nîmes-3
- kanton Nîmes-4
- kanton Nîmes-5
- kanton Nîmes-6
- kanton Pont-Saint-Esprit
- kanton Remoulins
- kanton Rhôny-Vidourle
- kanton Roquemaure
- kanton Saint-Chaptes
- kanton Saint-Gilles
- kanton Saint-Mamert-du-Gard
- kanton Sommières
- kanton Uzès
- kanton Vauvert
- kanton Villeneuve-lès-Avignon
- kanton La Vistrenque

Na de herindeling van de kantons bij decreet van 24 februari 2014, met uitwerking op 22 maart 2015, zijn dat:
- kanton Aigues-Mortes
- kanton Alès-2  (deel:  4/15)
- kanton Bagnols-sur-Cèze
- kanton Beaucaire
- kanton Calvisson
- kanton Marguerittes
- kanton Nîmes-1
- kanton Nîmes-2
- kanton Nîmes-3
- kanton Nîmes-4
- kanton Pont-Saint-Esprit
- kanton Quissac  (deel: 3/44)
- kanton Redessan
- kanton Roquemaure
- kanton Saint-Gilles
- kanton Uzès
- kanton Vauvert
- kanton Villeneuve-lès-Avignon